# Līrsīāh-e Shāpūrī
Līrsīāh-e Shāpūrī är en ort i Iran.   Den ligger i provinsen Khuzestan, i den centrala delen av landet, 500 km söder om huvudstaden Teheran. Līrsīāh-e Shāpūrī ligger 1 017 meter över havet och antalet invånare är 255.
Terrängen runt Līrsīāh-e Shāpūrī är bergig västerut, men österut är den kuperad. Runt Līrsīāh-e Shāpūrī är det ganska glesbefolkat, med 38 invånare per kvadratkilometer. Närmaste större samhälle är Dehdez, 11,9 km norr om Līrsīāh-e Shāpūrī. Omgivningarna runt Līrsīāh-e Shāpūrī är i huvudsak ett öppet busklandskap.